# Ishikawa Jōzan

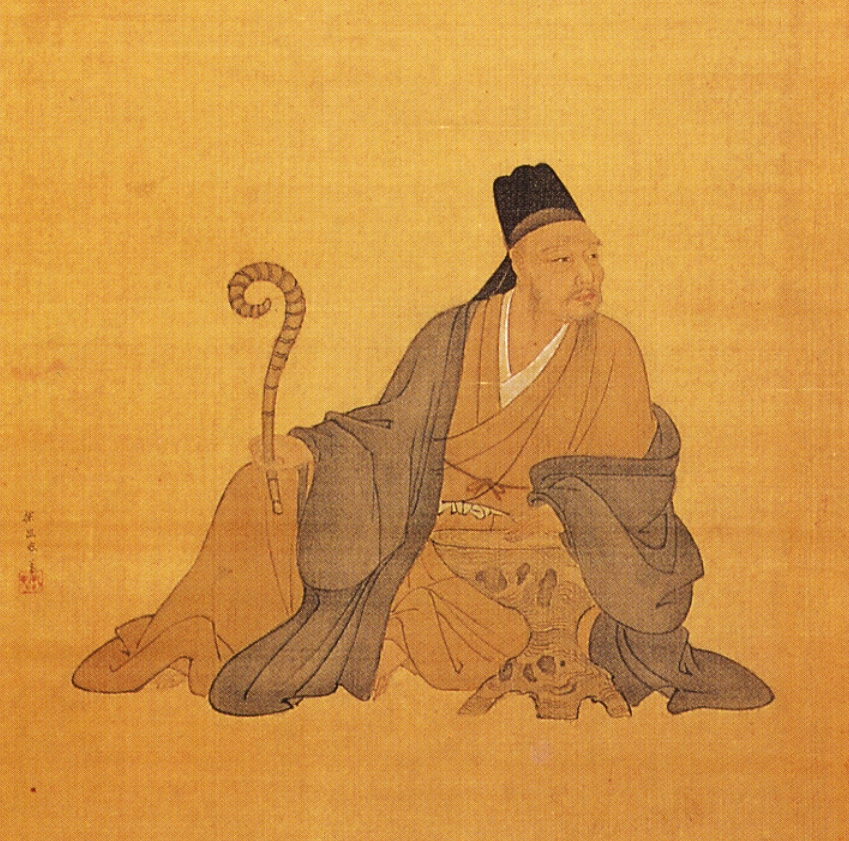
Ishikawa Jōzan

Ishikawa Jōzan (japanisch 石川 丈山; geboren 1583 in der Provinz Mikawa; gestorben 18. Juni 1672 in Kyōto) war ein japanischer Konfuzius-Gelehrter und Autor in der frühen Edo-Zeit.

## Leben und Wirken
Ishikawa Jōzan führte eigentlich den Vornamen „Ō“. Er war auch unter weiteren „Go“ Roku-Roku-Sanjin (六六山人), Shimei-Sanjin (四明山人) und Ou-Totsuka (凹凸窠) bekannt. Er stammte aus einer Familie von Kriegern aus der Provinz Mikawa, die dem Tokugawa-Klan seit Generationen gedient hatten. Nachdem er beschuldigt worden war, während des Sommerfeldzugs in Osaka (1615) gegen die militärische Disziplin verstoßen zu haben, entsagte er dem Kriegerleben und studierte Poesie bei Fujiwara no Seika (1561–1619).
1641 errichtete Ishikawa eine Dichterhalle am Tempel Rakuhoku-ichijo–ji (洛北一乗寺) und zog sich aus der Öffentlichkeit zurück. Er lebte ein Leben in Saus und Braus, genoss die elegante Gesellschaft prominenter kulturorientierter Persönlichkeiten jener Zeit wie Hayashi Razan (1583–1657) oder Gensei Shōnin (元政 上人; 1623–1668) und beschäftigte sich mit Poesie und Schreiben. Der Name der Dichterhalle, „Shisen-dō“ bezieht sich auf die Tatsache, dass er 36 chinesische Dichter ausgewählte, deren Bilder, gemalt von Kanō Tan’yū (1602–1674), an die Wände gehängt wurden.
In der frühen Edo-Zeit, als die chinesische Poesie einen geringeren Stellenwert hatte als der Konfuzianismus, war Ishikawa insofern einzigartig, als er sich ausschließlich deren Poesie widmete. Seine Werke sind in der „Shinpen Fushō-shū“ (新編覆醤集) – etwa „Neue Gedichtsammlung“ enthalten. Besonders hervorzuheben ist ein Gedicht mit dem Titel „Fuji-san“ (富士山) – „Berg Fuji“: „Heilige Gäste kommen und gehen auf dem Berggipfel außerhalb der Wolken. Der Abgrund in der Höhle, wo der Drachengott wohnt und alt wird. Der Schnee ist wie eine Schneeflocke. und der Rauch ist wie ein Muster. Der weiße Fächer fällt herab und der Himmel der Tōkai-Region erhebt sich.“